# 阿蘇瑞枝
阿蘇 瑞枝（あそ みずえ、1929年4月24日 - 2016年5月21日）は、日本の国文学者、万葉学者。
鹿児島県出身。日本統治時代の朝鮮の全州で生まれ、終戦後に鹿児島県に引き揚げ。鹿児島県立串木野高等学校を経て、鹿児島大学文理学部文学科卒業。国語教師を経て東京大学大学院に入学し、同博士課程修了。1972年「柿本人麻呂の研究」で文学博士の学位を取得。山梨英和短期大学教授、共立女子大学文芸学部教授を経て、1991年日本女子大学文学部教授、1998年昭和女子大学特任教授。

## 著書
- 『柿本人麻呂論考』桜楓社 1972
- 『万葉集全注 巻第10』有斐閣 1989
- 『万葉和歌史論考』笠間書院 1992
- 『萬葉集全歌講義』全10巻 笠間書院 2006-2015、オンデマンド版2015-2016

共著
- 『『万葉集』の世界 読書マップ』梅原猛、中西進共著 筑摩書房 1980

### 校注
- 『古代説話』遠藤宏、曾倉岑共校注 笠間書院 1975
- 『和歌文学大系　人麻呂集』明治書院 2004

## 論文
- 阿蘇瑞枝